# Hirsingue
Hirsingue je občina v departmaju Haut-Rhin francoske regije Alzacija.
Leta 1990 je v občini živelo 2 015 oseb oz. 156 oseb/km².